# Mercado Gorbushka

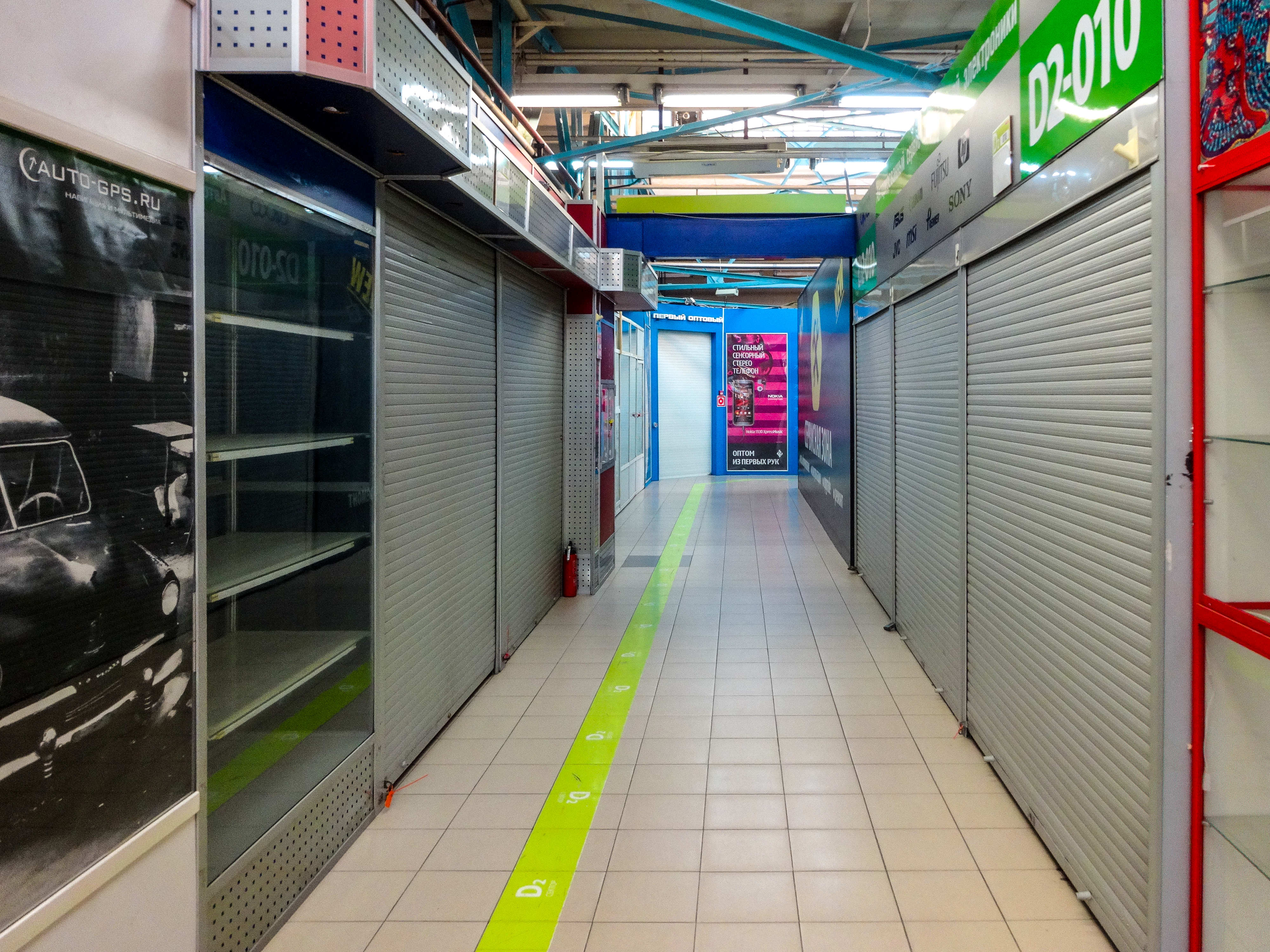
Línea comercial vacía en Gorbushkin Dvor. Julio 2014

El Mercado Gorbushka (en ruso: Горбушка) es un mercado para el comercio de la música, electrónica y artículos para el hogar en Moscú, Rusia. Antes del año 2001 el nombre de "Gorbushka" hacía referencia a un mercado negro al aire libre para el software, la música, los vídeos y la electrónica. El mercado estaba en la plaza de la ciudad en el Palacio de la Cultura Gorbunov (ДК имени Горбунова), de ahí el nombre. El término en sí tiene un uso asociativo de una palabra rusa intraducible para una primera rebanada de un pan de hogaza medio cubierto con corteza de pan y con la forma semejante a una joroba (en ruso: горб). La palabra en sí tiene muchas asociaciones culturales en Rusia.
El mercado se ocupó sobre todo en la música sin licencia de software y CD, vídeos, consolas de juegos con chips de modificación, así como los juegos de video. Debido a los problemas de violación de los derechos de autor Gorbushka estaba en la mira del gobierno desde hace mucho tiempo. El mercado cerró en 2001.
En su lugar se abrió un centro comercial legal llamado Gorbuskin dvor. Sin embargo, CD / DVD poco costosos pirateados siguen estado perfectamente disponibles en este nuevo establecimiento comercial.